# Kristiina Kolehmainen
Kristiina Kolehmainen, född 21 november 1956 i Kotka, död 27 mars 2012 i Stockholm, var en finsk-svensk bibliotekarie. Hon var chef för Serieteket, Sveriges första seriebibliotek, som hon grundade 1996. Hon deltog i och ansvarade för serierelaterade verksamheter, bland annat vad som från 2012 är Stockholms internationella seriefestival. Kolehmainen arbetade även som översättare, utställningsproducent och festivalgeneral.

## Biografi
Kristiina Kolehmainen föddes 1956 i Kotka. I sin ungdom var hon en inte oäven tävlingssimmare. Hennes serieintresse gick tillbaka till tidigt 1970-tal då den finska kulturen var undergroundbetonad. Robert Crumb, Gilbert Shelton och Hunt Emerson fanns på finska.
| ”                             | Jag har inte vuxit upp med Kalle Anka, om man så säger. | „ |
| – Kristiina Kolehmainen, 2012 |                                                         |   |

Kolehmainen flyttade till Sverige 1985 och hamnade sedermera på katalogavdelningen vid Stockholms stadsbibliotek. 1995 åkte hon till Angoulême och dess internationella seriefestival professionellt; totalt besökte hon Angoulême-festivalen vid 18 tillfällen och bidrog bland annat till den svenska serieutställningen på 2012 års festival. Besöket på seriecentret Centre national de la bande dessinée et de l'image (CNBDI) och dess seriebibliotek, inte minst mötet med bibliotekschefen Thierry Groensteen, blev avgörande. Tillbaka i Stockholm kontaktade hon Stadsbibliotekets barn- och ungdomskonsulent Larry Lempert, som lanserat idén om ett seriebibliotek redan 1994. Men först 1996 paketerade de gemensamt förslaget på ett sätt som tilltalade Stockholms politiker.
Den 18 november 1996 öppnade Serieteket på Kocksgatan i Stockholm och med Kolehmainen vid rodret. Sedan 1999 har biblioteket huserat i Kulturhuset vid Sergels torg. Verksamheten har från början stått på tre ben: ett bestånd av serieböcker för utlån, ett fack-/referensbestånd för studier och en omfattande programverksamhet. Under 15 års tid satte hon upp mellan 30 och 40 serieutställningar. Hennes andra stora skapelse var Stockholms internationella seriefestival. 1999 började den som en liten fanzinmarknad men har därefter utvidgats med en ständigt växande marknad och ett digert program.

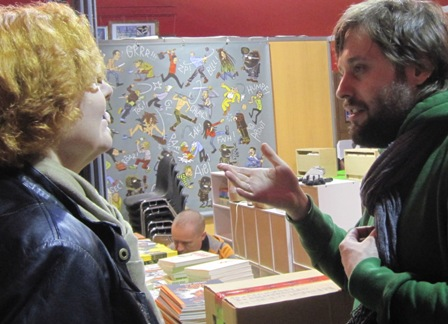
Kristiina Kolehmainen och Dmitrij Jakovlev i samspråk under 2012 års seriefestival i Angoulême.

Kolehmainen besökte 2007 den första upplagan av Boomfest, seriefestivalen i Sankt Petersburg, där hon återknöt kontakten med festivalarrangören Dmitrij Jakovlev. Med Serieteket som förebild grundades den norska motsvarigheten i Oslo.
I mars 2012 avled hon i långvarig cancer. Stockholms internationella seriefestival 2012 blev hennes sista projekt; den tillägnades henne postumt och inleddes med en hyllningsstund. Serietecknaren Sara Olausson målade ett porträtt av Kolehmainen strax efter hennes död och föreslog på Facebook att serieskapare och konstnärer som ville hylla hennes gärning skulle skicka bilder till Serieteket. Detta utmynnade i en utställning med ett 70-tal porträtt, som förevisades i samband med seriefestivalen. Kartagos förläggare Rolf Classon kläckte idén att samla alla bilder och några kondoleanstexter i boken Kristiina från Kotka 2012. 
Olaussons porträtt pryder också prisplaketten för Kolehmainenpriset, som började delas ut 2022.
2024 samlade Stockholms kvinnohistoriska in material om Kolehmainen, som en del av det nystartade projektet Hyllmeter åt kvinnorna. Syftet är att årligen samla material om minnesvärda kvinnor i Stockholms länsmuseums arkiv, så att det bevaras för framtiden. Utifrån allmänhetens 250 nomineringar, valdes Kolehmainen ut och beskrevs som "pionjären som förändrade serievärlden".

## Produktioner (urval)

### Utställningar
- 1997 – "New Wave in France comics": L'Association, Amok, le Dernier Cri
- 1997 – "Cap au Nord", nordisk serieutställning i 11 nordiska städer samt Berlin, hösten
- 1998 – "KB Goes Comics", ("Cap au Nord" på Kungliga Biblioteket, Stockholm), Kulturhuvudstadsåret
- 1998 – "Comics power": serieskapare från Kenya och Tanzania
- 1998 – "Drawn & Quarterly" : Kanadensiska alternativserier
- 2000 – "Livet är en dröm, drömmen är sann!", verk av Max Cabanes
- 2002 – "En riktig norgehistoria", Jason och Frode Øverli
- 2001–2003 – "Passion": 14 svenska serietecknare om passion (uppsatt i Paris, Ljubljana, Stockholm, Bergen, Oslo, Reykjavik, Helsingfors och flera städer i Sverige)
- 2003 – "Stentrollens olösta gåta" En installation av Peter Johansson och Björn Larsson, 10/1 - 23/3 2003
- 2003 – "Nemi/Lise"
- 2003 – "Stripburek": serier från det andra Europa
- 2003 – "Georges Wolinski om de mänskliga rättigheterna", maj
- 2003 – "Bjarni Hinriksson – isländsk drömmare"
- 2003 – "Bryan Talbot", sommaren
- 2004 – "Jarmo Mäkilä – dagdrömmare"
- 2004 – "Jan Berglin", sommaren
- 2004 – "T&T" (Tony Romano och Tyler Brett om konst och design)
- 2005 – "Nollberga runt", Ulf Lundkvist, 2005
- 2006 – "Honey Talks", i samarbete med Stripburger
- 2007 – "Jazz i serier", bilder av Loustal

### Festivaler
- 1997–2012 – Producent och festivalgeneral för Small Press Expo/Stockholms internationella seriefestival, Stockholm
- 2001, 2003 – Producent för science fiction- och fantasyfestivalen Fantastika, somrarna

### Boksamarbeten
- 1997 – Gare du Nord

### Översättningar
- Charlie Christensen: Aarne Ankka (Arne Anka) (översatt tillsammans med Merja Höijer, Jalava, 1998)
- Charlie Christensen: Aarne Ankka. Osa II (Arne Anka. Del 2) (översatt tillsammans med Merja Höijer, Jalava, 1998)
- Charlie Christensen: Aarne Ankka. Osa III (Arne Anka. Del 3) (översatt tillsammans med Merja Höijer, Jalava, 1999)
- Sanomalehtisarjakuvat = Strippar i Norden (översatt tillsammans med Heikki Jokinen, Arktinen banaani, 1999)
- Åsa Grennvall: Seitsemäs kerros (Sjunde våningen) (översatt tillsammans med Mikko Huusko, Sarjamania, 2003)
- Amanda Vähämäki: Bullefältet (Campo di baba) (Kulturhuset-Serieteket, 2007)

### Skrivet om serier (urval)
- 2005 – Kapitel om serier på bibliotek i Seriebiblioteket, BTJ Förlag, Lund. ISBN 91-7018-539-5

## Kolehmainenpriset
Instiftat till minne av hennes gärning, delar Serieteket sedan 2022 ut ett pris till Kristiina Kolehmainens minne, till "strävande serieskapare". Det skänks till oetablerade serieskapare som producerat intressanta fanzine. Priset delas ut på Stockholms internationella seriefestival. Flera av de tilldelade har också ställts ut på Kulturhuset i samband med Seriefestivalen.

### Mottagare
- 2022 - Jenny Hannula[8] och Adrian Malmgren[9]
- 2023 - Stefan Petrini[10]
- 2024 - Saskia Gullstrand[11]
- 2025 - Mikael Hammarberg[6]

## Övrigt
- 1999–2000 – Jurymedlem i Kemi Seriefestivals internationella tävlingsjury
- 2000–2002 – Styrelseledamot för Serieskolan i Hofors
- 2001–2002 – Medlem i Statens Kulturråds arbetsgrupp för barnböcker och tecknade serier
- 2004 – Rådgivare på Helsingfors Seriefestival
- 2004–? – Projektledare för webbportalen Nordicomics
- 2005–? – Expertrådgivare för Stockholms Stads Kulturstipendium
- Har suttit i Urhundenjuryn under flera års tid
- Satt i juryn för Serie-Finlandia